# شوکت عزیز
شوکت عزیز (زادهٔ ۶ مارس ۱۹۴۹) یک سیاست‌مدار اهل پاکستان است. وی از اوت ۲۰۰۴ تا نوامبر ۲۰۰۷ نخست‌وزیر این کشور بود.